# 박호성
박호성(Ho-Sung Pak, 1967년 11월 8일 ~ )은 대한민국의 배우, 텔레비전 배우이다.
서울특별시에서 태어났다.

## 영화
- 레드 던 (2012년)
- 게임 오브 데스 (2010년)
- 어론 인 더 다크 (2005년)
- 취권 2 (1994년) - 헨리 역